# Golf ai XVI Giochi del Mediterraneo
I tornei di  Golf ai XVI Giochi del Mediterraneo si sono svolti presso il golf club di Miglianico a circa 18 km dal Villaggio Mediterraneo ed hanno previsto competizioni individuali e a squadre sia maschili che femminili, per un totale di 4 medaglie d'oro
Ogni Paese ha potuto iscrivere al massimo 3 giocatori e 3 giocatrici.

## Calendario
Le gare seguiranno il seguente calendario:
| ● | Competizioni | ● | Finali |

| Giugno/Luglio |    |    |    |    |    |    |    |    |    |
| 26            | 27 | 28 | 29 | 30 | 01 | 02 | 03 | 04 | 05 |
|               |    |    | ●  | ●  | ●  | ●  |    |    |    |

## Podi

### Uomini
| Evento      | Oro                                                                               | Argento                                                         | Bronzo                                                               |
| Uomini      |                                                                                   |                                                                 |                                                                      |
| Individuale | Tim Gornik                                                                        | Filippo Bergamaschi                                             | Nicolas Peyrichou                                                    |
| A squadre   | Italia Filippo Bergamaschi Claudio Viganò Niccolò Ravano                          | Francia Mayel Oueld Es Cheikh Nicolas Peyrichou Frédéric Abadie | Turchia Gencer Özcan Mustafa Hocaoğlu Hamza Hakan Sayın              |
| Donne       |                                                                                   |                                                                 |                                                                      |
| Individuale | Azahara Muñoz Guijarro                                                            | Carlota Ciganda Machinena                                       | Emilie Alonso                                                        |
| A squadre   | Spagna Azahara Muñoz Guijarro Carlota Ciganda Machinena Inés Díaz-Negrete Palacio | Francia Emilie Alonso Rosanna Crépiat Perrine Delacour          | Italia Alessandra De Poli De Luigi Giulia Molinaro Alessandra Averna |

## Medagliere
| Posizione | Paese    |   |   |   | Totale |
| --------- | -------- | - | - | - | ------ |
| 1         | Spagna   | 2 | 1 | 0 | 3      |
| 2         | Italia   | 1 | 1 | 1 | 3      |
| 3         | Slovenia | 1 | 0 | 0 | 1      |
| 4         | Francia  | 0 | 2 | 2 | 4      |
| 5         | Turchia  | 0 | 0 | 1 | 1      |
| Totale    | Totale   | 4 | 4 | 4 | 12     |